# František Dvořák (Maler)

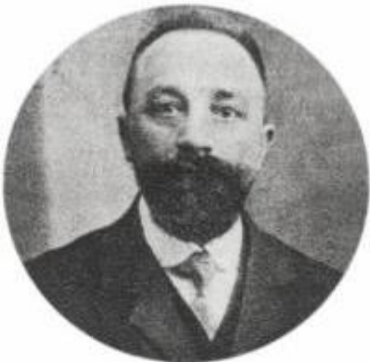
František Dvořák

František Dvořák (auch Franz Bruner, Franz Dvorak, Franz/Frantisek Bruner-Dvořák , Dvořák-Bruner; * 14. November 1862 in Přelouč, Bezirk Pardubitz, Königreich Böhmen; † 7. Juni 1927 in Prag, Tschechoslowakei) war ein tschechischer Maler.

## Leben
Der aus der deutschsprachigen katholischen Familie Bruner stammende Maler hieß eigentlich Franz Bruner. Er war der Sohn des Schneiders Václav/Wenzel Bruner. Dieser schickte seinen talentierten Sohn auf die weiterführende Schule nach Kuttenberg. Sowohl Franz Bruner selbst wie auch seine Brüder, die Fotografen Rudolf Bruner-Dvořák und Jaroslav Bruner-Dvořák gaben sich später wohl aus patriotischen Gründen tschechische Namen.

## Studium
Ab 1879 studierte er an der Akademie der Bildenden Künste Prag bei František Čermák; es folgten die Akademie der Bildenden Künste in Wien bei Christian Griepenkerl und Carl Wurzinger und ab 1883 die Königliche Akademie der Bildenden Künste in München bei Wilhelm von Lindenschmit d. J., Otto Seitz und Rudolf von Seitz. 1886 hielt er sich in Italien und Frankreich auf (in Paris war er zusammen mit Alfons Mucha und Karel Vítězslav Mašek auf der Académie Julian in Paris).

## Leben und Wirken
Ein frühes Werk Dvořáks, noch mit dem Namen „Fr. Bruner“ im Jahre 1885 signiert und datiert, ist das qualitätvolle Porträt der Betty Goldschmidt, Tochter des Hopfenhändlers Kronacher und Ehefrau des Bamberger Bankiers Joseph Goldschmidt. Es befindet sich seit 2001 im Historischen Museum Bamberg und überdauerte die Zeit des Nationalsozialismus auf einem Dachboden in Bamberg; es gelangte nach 1945 wieder in den Besitz der nach Brasilien geflohenen jüdischen Familie. Ab 1890 lebte Dvořák als sehr erfolgreicher Porträtist fünf Jahre in den USA (New York, Philadelphia, Chicago), ab 1895 war er zurück in Europa. Er ließ sich 1896 in Paris nieder und stellte bis 1900 in Kinderstudien und Genrestudien aus. Er schuf vereinzelte größere Kompositionen, darunter sein Hauptwerk St. Laurentius als Wohltäter der Armen, das den Nerv der Zeit traf und direkt aus dem Pariser Salon Champ de Mars von 1898 für das Museum in Oldham (Oldham Gallery) in England angekauft wurde. Über dieses Bild war in der zeitgenössischen britischen und amerikanischen Presse viel geschrieben und diskutiert worden. 1904 ging er nochmals in die USA, ein Jahr später, ab 1905 war er in Prag ansässig. Er stellte in Paris bis 1900 im Salon der Société Nationale des Beaux-Arts aus und bis 1905 im Salon der Société des artistes français aus.
In den letzten Jahre seines Pariser Aufenthalts malte er noch eine Anzahl eleganter Frauenporträts, bevor er nach London übersiedelte. Dort war er 1909 und 1911 mit religiösen Gemälden wie Ave Maris Stella oder Guardian Angel in den Ausstellungen der Royal Academy vertreten., 1909 und 1911 hatte er eine Adresse in London und war beteiligt an Ausstellungen der Royal Academy.
Von Dvořák gibt es sowohl zahlreiche christliche Motive, Genrekompositionen sowie Kinderszenen, doch war sein Spezialgebiet das Porträt. Er arbeitete in verschiedenen Techniken: Pastell, Aquarell, Öl.
Seine Werke fanden Anfang des 20. Jahrhunderts große Verbreitung durch die Reproduktionen des Kunstverlags Franz Hanfstaengl in München.

## Werke (Auswahl)
- 1885: Porträt Betty Goldschmidt geb. Kronacher, Museen der Stadt Bamberg, Inv. Nr. 1133
- ca. 1895: St. Laurentius als Wohltäter der Armen Oldham Gallery, Oldham, UK
- 1897: Kinderakt Mon petit modèle
- 1899: Interieurgruppe Deux paysannes de Boheme
- 1903: Dame aux fleurs
- 1905: Dame aux capucines
- 1910: The Angel of the Birds, Dahesh Museum of Art, New York
- 1911: Guardian Angel, University of London